# 苏丹穆罕默德·萨拉胡丁机场
苏丹穆罕默德·萨拉胡丁机场（印尼语：Bandar Udara Sultan Muhammad Salahudin）也叫比马机场，是位于印度尼西亚西努沙登加拉省松巴哇岛比马以南10（6.2英里）的一座机场。机场名称来自比马当地历史上的一位国王。
未来，苏丹穆罕默德·萨拉胡丁机场将在机场北部建造一座新的航站楼，现有的老航站楼将作为货运及停车场使用，现在位于机场北部的办公楼及工程楼将被拆除，工作将在2019年进行。新航站楼的面积将达到5,000平方米，二层作为候机厅。此外机场跑道也将向西北方向延长，该工程将改变一条河流的流向。苏丹穆罕默德·萨拉胡丁机场已准备好在将来成为国际标准机场。
2017年6月16日，三佛齐航空下属的楠航空开通了从巴厘岛伍拉·赖国际机场和龙目岛国际机场飞到比马的航班，由波音737客机执飞，每趟航班提供120个座位（包括8个商务舱和112个经济舱）。截止2017年6月已有4家航空公司经营飞往苏丹穆罕默德·萨拉胡丁机场的航线。

## 航空公司和目的地
| 航空公司                      | 目的地                 |
| ----------------------------- | ---------------------- |
| 加鲁达印尼航空 由探索航空运营 | 马塔兰                 |
| 楠航空                        | 登巴萨、马塔兰         |
| 苏西航空                      | 拉布汉巴焦、瓦英阿普   |
| 风翼航空                      | 登巴萨、马塔兰、望加锡 |

## 资料来源
1. ↑  世界航空数据库中的WADB - Muhammad Salahuddin Airport - Bima, Indonesia机场数据，数据截止日期：2006年10月。
2. ↑  Hernawardi. . www.gatra.com. Gatranews. 2017-11-02  [2017-11-09].
3. ↑  . www.lombokpost.net. Editor Lombok Post. 2017-10-12  [2017-11-09]. （原始内容存档于2019-12-20）.
4. ↑  Edy Irawan. . daerah.sindonews.com. SINDOnews. 2017-06-09  [2017-11-09]. （原始内容存档于2019-08-20）.